# NGC 3670
NGC 3670 is een balkspiraalstelsel in het sterrenbeeld Leeuw. Het hemelobject werd op 10 april 1785 ontdekt door de Duits-Britse astronoom William Herschel.

## Synoniemen
- UGC 6427
- MCG 4-27-33
- ZWG 126.48
- PGC 35067